# Елафонісос
36°29′00″ пн. ш. 22°57′00″ сх. д. / 36.4833° пн. ш. 22.9500° сх. д.
Елафонісос (грец. Ελαφόνησος) — невеликий острів в Іонічному морі. Знаходиться на південь від півострова Пелопоннес і на північ від острова Кітера.

## Географія
Площа острова становить 19 км². Згідно з переписом населення 2011 на острові проживало 816 осіб. Останнім часом основними заняттями жителів є обслуговування туристів та рибальство.

## Населення
| Рік  | Населення острова | Населення муніципалітету |
| ---- | ----------------- | ------------------------ |
| 1981 | 611               | —                        |
| 1991 | 653               | 725                      |
| 2001 | 625               | 745                      |
| 2011 | 816               | 1,041                    |